# الناجون (رواية)
 الناجون هي الرواية الثالثة للكاتبة المغربية الزهرة رميج والتي صدرت طبعتها الأولى عن دار فضاءات للنشر والتوزيع في الأردن عام 2012، تقع الرواية في 512 صفحة من الحجم المتوسط، وتنقسم إلى ثلاثة أقسام محكمة البناء وهي «الزلزال»، «زمن الغضب والثورة»، و«عودة السلمون». تنتمي شخصيات الرواية إلى مرحلة السبعينيات من القرن الماضي. أما أحداثها فتمتد من أوائل تلك المرحلة إلى أواخر العقد الأول من الألفية الثالثة، وتدور ما بين مدن فاس، والرباط، والدار البيضاء بالمغرب، ومدينة بوردو بفرنسا.

## سياق كتابة الرواية
رواية «الناجون» هي الثانية بعد «أخاديد الأسوار» في موضوعة أو تيمة تجربة الإعتقال أو ما يعرف بسنوات الجمر والرصاص. وهي الثالثة بعد «أخاديد الأسوار» و«عزوزة» كأعمال روائية طويلة. صرحت الزهرة رميج أنها شرعت في كتابة الرواية دون تفكير أو تخطيط مسبق بعد شهر فقط من عودتها لمدينة فاس بعد أكثر من ثلاثين سنة بمناسبة تكريمها، حيث قامت بزيارة الحي الجامعي وكلية الآداب بظهر المهراز. كل ذلك جعل ذكريات المرحلة الطلابية السبعينية بزخمها النضالي المتوهج، وآلامها وأحلامها تطفو على السطح.

## الكاتبة
الزهرة رميج كاتبة وقاصة وروائية مغربية من مواليد مدينة فاس عام 1950. عضو اتحاد كتاب المغرب. كتبت في الرواية والقصة القصيرة والنقد الأدبي والترجمة، وترجمت بعض قصصها إلى الفرنسية والإسبانية والبرتغالية والإنجليزية. حاصلة على الإجازة في الأدب العربي بكلية الآداب والعلوم الإنسانية بفاس، خلال هاته المرحلة الجامعية، انخرطت في حركة اليسار التي ساهمت في بناء نظرتها المتعددة الأبعاد للواقع، وإيمانها بقيم الحرية والمساواة والعدالة الاجتماعية
وعلى شهادة الكفاءة التربوية بالمدرسة العليا للأساتذة بالرباط سنة 1973. مارست مهنة التدريس قبل أن تتقاعد في إطار المغادرة الطوعية سنة 2005، وتتفرغ للكتابة. من مؤلفاتها أنين الماء (مجموعة قصصية)، أخاديد الأسوار  (رواية)، عندما يومض البرق (قصص قصيرة جدا)، عزوزة (رواية).

## أحداث الرواية
تنطلق أحداث الرواية مع شخصية عبد العاطي، وهو رجل فرنسي من أصول مغربية يعيش في مدينة بوردو رفقة زوجته كرستين وهي امرأة فرنسية مثقفة جميلة تعمل رسامة. في أحد الأيام يشعر عبد العاطي بالضيق في المنزل ويخرج إلى أحد مقاهي المدينة، هناك يلتقي بحسناء وهي مغربية جاءت إلى فرنسا كممثلة لجمعية مرضى السرطان بفرنسا. بطريقة سلسة وتلقائية يبدأ بين عبد العاطي وحسناء حديث، تتفاجئ حسناء باللهجة التي يتحدث بها عبد العاطي، فهي مغربية لا تشوبها شائبة، كان ذلك مدخلًا للحديث حول العديد من المواضيع، وصولًا إلى السبب الذي جعل عبد العاطي يغادر المغرب ويهاجر إلى فرنسا، يقطع عبد العاطي لحسناء وعدًا بلقائها لاحقا في نفس المقهى حتى يحكي لها بالتفصيل عن الظروف التي دفعته ليغادر الوطن، وبعد أيام جاءها يحمل رسائل قديمة مختومة في المغرب خلال فترة السبعينات، وضعها بين يديها، وأخبرها أن أسرار مرحلة مهمة من حياته توجد بين طيات هذه الأوراق.
بعد انتهاء حسناء من بعض الأعمال الخاصة بالجمعية التي تعمل بها، وبعد لقائها بأصدقائها، تجلس وتفتح الرسائل، اكتشفت حسناء أن عبد العاطي كان مناضلًا يساريًا مشهورًا في الجامعة بفاس، وأنه كان قائدًا للحركة الطلابية هناك، هكذا تظهر شخصية سامية، الفتاة التي أحبت النضال لأنها أحبت عبد العاطي، كما تكتشف حسناء أن هذه الرسائل، ما هي إلا رسائل سامية لعبد العاطي، تعاتبه عن هجرانه لها وما قاسته بعد ذلك في المعتقل بسبب نشاطهم اليساري، وما حصل بعد ذلك وكيف أنها لم تسلم من ملاحقتها ومراقبتها طوال الفترة التي تلت فترة الاعتقال، ثم بعد ذلك زواجها من دكتور نفسي إسمه خليل الذي ساعدها في التخلص من الندوب التي رسمتها لحظات الاعتقال ولحظات فراق الحبيب على جدار نفسيتها، وتعيش أخيرًا حياة هادئة.
تصدم حسناء عندما تسترجع لحظات لقائها سابقًا بسامية في المغرب، وكيف أن سامية أخبرتها بقصتها هذه، ترجع حسناء إلى المغرب وتلتقي بسامية لكنها تقاوم رغبتها في إخبارها عن لقائها بعبد العاطي، كما تقاوم رغبة أن تساعدهم في الرجوع إلى بعضهم البعض، وتركت الجميع يمضي إلى حال سبيله. لاحقًا يعود عبد العاطي إلى المغرب، وفهم رفاقه أنه لم يكن خائنًا أو أناني، كما أصبحوا راضين عن تاريخهم رغم الصعاب.

## شخصيات الرواية
- عبد العاطي: تتمثل هذه الشخصية في مناضل مغربي غادر إلى فرنسا بسبب الأحداث السياسية التي حلت على الحي الجامعي، ومطاردة المناضلين الإشتراكيين، ما دفع عبد العاطي إلى الهرب نحو فرنسا، لكن كانت هذه الشخصية تبحث عن رجوع إلى الوطن الذي تخلى عنه طيلة فترة الاضطرابات، حيث تخلى على حبه لسامية وأهله. دارت حول هذه الشخصية جل أحداث الرواية، كما لعبت دورا مهمًا وأساسيًا في سير الأحداث وتطورها، إذ أن عبد العاطي كان أثناء الرواية يبحث عن العودة أو الرجوع من فرنسا إلى المغرب والبحث على ماضيه وحبه لسامية، حيث كانت أخبارهما إنقطعت عن بعضهم البعض.
- حسناء: هي الشخصية الأساسية الثانية إلى جانب عبد العاطي التي تمحورت ودارت حولها أحداث الرواية من البداية إلى النهاية، فهذه الشخصية كانت تعمل ممثلة لجمعية مرضى السرطان المغربية في فرنسا، وقد كانت أشبه بجسر ربط بين طلاب غادروا إلى فرنسا وبلدهم المغرب، فكانت تحمل كل المأسي والآلام والذكريات والتفاؤول والحب بين هذين الطرفين من العالم.
- سامية: تمثل دور الشخصية الطيبة، المتفائلة المحبوبة لدى الجميع، تدرس بجامعة فاس بالمغرب لكنها تتعرض للإعتقال من طرف النظام، بسبب إلتحاقها بالجماعة الإشتراكية في الحركة اليسارية المعارضة للسلطة، إضافة إلى دورها كضحية تخلى عنها حبيبها عبدو (عبد العاطي)، حيث كانت تقوم بإرسال الرسائل له وهو في فرنسا أيام الإعتقال.
- كرستين: تلعب هذه الشخصية دور زوجة عبد العاطي غير الرسمية أي ليس زواج شرعي في محكمة، إنما هو تعاقد فيما بينهم على أن يبقيا تحت سقف واحد، دون تدخل أحد منهما في حياة الآخر. كرستين إمراة فرنسية مثقفة جميلة تعمل رسامة، فهي شخصية حبابة لطيفة تعشق التحليل النفسي لكل ما حولها، تزوجت من عبد العاطي حينما استقر في فرنسا، تغار كرستين على عبد العاطي رغم أنها تعيش حياتها الجنسية بحرية مع غيره من الرجال التي تعرفهم، نتيجة الثقافة الجنسية التي تجتاح فكرها، كما أنها تخاف على صحته.
- راضية: هي صديقة لكل من  سامية ونادية والرفيق سعد، تقطن بمدينة المحمدية كانت ترتدي الجلباب لحماية رفيقتها سامية أثناء المظاهرات الطلابية.
- نادية: شاركت هذه الشخصية في المساعدة مع صديقاتها سامية، راضية، بهيجة، وسميرة أثناء تعذيبهم في السجن فكانت تتحمل العناء في كل الظروف.
- الرفيق سعد: شاب في مقتبل العمر لعب دور الميسر للحركة الإشتراكية ضد النظام هو ورفقاه ضمن جماعات، وهو صديق نادية، راضية وسامية. معًا نظموا حركات ضد النظام، فهو يتقاسم معهم التعذيب في السجن.
- أبا فالح: شخصية طيبة للغاية كان يعمل حارسًا في السجن الذي اعتقلت فيه سامية ورفيقاتها حيث تمكن من مساعدة سامية ورفيقاتها الموجودات في السجن أيام الإعتقال، فكان يجلب لهم الأكل والغطاء في تلك الأثناء.

- الطفلة حنان: هي فتاة صغيرة مصابة بمرض السرطان، تتعالج في المستشفى التي تعمل فيه حسناء، حيث تتعرف عليها ويرق قلبها لمعاناتها، إستحضرت  حسناء صورتها حينما تذكرت بكائها وقت العالج.

## اقتباسات
| الإقتباسات |
| --- |
| حبيبي عبدو: ها قد مر شهران لم تكتحل عيني فيها برؤياك!... ياه! من كان يصدق، أننا نستطيع تحمل الفراق كل هذا الزمن زمن خلته دهرا، وأنا منقطعة عن العالم! ... منقطعة عن أخبارك وأخبار الرفاق! أعيش حالة قلق وتوتر دائمين. |
| انتفض قلبها وهي تدخل غرفة النوم، كانت غارقة في الظلام، زكمت أنفها رائحة السجائر القوية، ما الذي جرى؟ كيف يدخن في غرفته وقد توقف عن فعل ذلك منذ توقفت هي عن التدخين، فلم تعد تتحمل رائحة السجائر؟ كيف يسمح لنفسه أن يبيت غارقا في هذا الضباب الخانق، وهو يعلم أن قلبه لن يتحمل ذلك؟ وما فائدة العالج إذن؟ ما فائدة الرياضة في الهواء الطلق؟             |
| فوجئت صباح هذا اليوم بإمرأة تلبس جلبابا وتضع نقابا، تقف بجانبي عند بائع الخضر بالسوق المركزي مستغلة الزحام، حيث أصبح كتفي ملاصقا لها، وهمست وهي تضع ورقة مطوية في قلب السلة التي كنت أحتضنها: أنا راضية كانت المفاجأة قوية. |
| لم تكن حالة رفيقتي أحسن من حالي، لم تتحمل نادية الجلد، فأغمي عليها..... لا شك أنهم خشوا موتها، إذ أسرع أحدهم بحملها بين دراعيه كالطفل، ويخرجها من القبو |
| كانت فرحتي شديدة وأنا أدرك أن هذا الشخص هو الرفيق سعد، أردت أن أعانقه.....أن أطبع قبلتين على خديه... لكن عدوى جموده انتقلت إلي، فبقيت بدوري جامدة في مكاني كتمثال ماعدا قناع التخفي، فإنه كعهدي به، في كامل صحته |
| لن أنسى أبا فالح! ذلك الرجل الذي ينضح بالإنسانية ... ذلك الرجل الذي عاملنا معاملة الأب لبناته، والذي خفف علينا مصابنا! لقد كنا في حاجة ماسة، لقلب يخفق لنا حبا وحتى شفقة! أصبح يأتينا كل يوم بالأكل، فقد أخبرني والدي وهو يودعني، أنه ترك له مبلغ من النقود ليشتري لنا ما نحتاجه، وأوصاني بتناول الطعام لأسترجع قوتي.                                  |
| تذكرت آنذاك تلك الخطبة المحفورة في ذاكرتها منذ أن قرأت رواية الطاعون للكاتب الفرنسي ألبير مولير، خطبة قداس الأحد التي ألقاها الأب بانلو في كنيسة مدينة وهران المحاصرة بالطاعون، تذكرت أول جملة إفتتح بها خطبته وهو يتوجه إلى الجماهير الغفيرة التي حجت إلى الكنيسة لأول مرة في تاريخ المدينة: إخوتي، لقد حلت بكم مصيبة عظمى! إخواتي أنتم من سعى إليها! |

## البنية السردية

### الراوي
تبدأ الرواية براوي عليم يحكي عن البطل عبد العاطي وعن أحاسيسه الداخلية وأفكاره وانفعالاته، وعن شعوره بالحنين اتجاه وطنه بعد مرور عمر من الغربة، وهذا في القسم الأول، وفي القسم الثاني يكون الراوي هو سامية التي تتكلم بصوتها في الرسائل، تلك الرسائل التي احتفظ بها عبد العاطي سنوات طويلة، وتحكي سامية فيها عن فترة السبعينات بكل تعقيداتها واشتباكاتها. ثم يعود الراوي العليم في القسم الثالث ليعطي لحسناء الفرصة ويحكي عنها وعن مشاعرها وأفكارها تجاه عبد العاطي وتجاه علاقته بسامية، ثم في النهاية يحكي عن عدد كبير من أفراد جيل السبعينات وعن مصائرهم.

### السرد
من خلال الأقسام الثلاثة، تتخذ الرواية طريقها لتكوين عوالمها  السردية منذ لقاء حسناء مصادفة بعبد العاطي في بوردو، وتكرار اللقاء به في أثناء متابعتها لحالات المرضى الذين كلفتها الجمعية بالعناية بهم ورعاية مصالحهم خلال الإقامة للعلاج في مستشفى بوردو، ومرورا بتعرفنا معها على حكاية سامية وعبد العاطي، ولغز تخلي عبد العاطي عن حبه وتفضيله الإقامة الدائمة في فرنسا، وانتهاء بعودة عبد العاطي إلى المغرب يوم الاحتفال بعيد ميلاد سامية الستين، وهو الاحتفال الأول بعيد ميلادها الذي حولته إلى احتفال بأصدقائها المناضلين، وبخاصة من أطلقت عليهم «الناجون»، وهم تلك الفئة التي تتحدد صفاتها من خلال عدد من السمات الإيجابية التي بلورتها الروائية من خلال الوقائع والأحداث.

### فترة السبعينات وحركات التمرد
تُصور رواية الناجون بشكل دقيق هذه الفترة من تاريخ المغرب، كما تقدم رصدًا دقيقا لتلك الحركة في المغرب، كيف بدأت وكيف تم قمعها بقسوة حتى بلغ الأمر بالسلطة إلى إغلاق الجامعات في مدينة فاس وحرمان عدد كبير من الطلاب من إكمال دراستهم، كما تعاملت بضراوة مع الطلاب الثائرين فقبضت على كثير منهم وتعرضوا للتعذيب الجسدي القاسي، فقد استطاعت السلطة تفريق أفراد تلك الحركة وإضعاف قوتهم ما بين حبس وتعذيب وملاحقة.

### العلاقات الحرة
ناقشت الرواية مجموعة من الأفكار والتي كانت تدور في أذهان هؤلاء الشباب السبعينيين، ومنها حرية العلاقات بين الجنسين متأثرين في ذلك بالحركة الفرنسية وبعلاقة سيمون دي بفوار الشهيرة ب سارتر، وقدمت سامية تفسيرا وشرحا مفصلا لأفكار هذا الجيل حول العلاقات، فمنهم من رضى بعلاقات حرة بالكامل تربط ما بين الرجل والمرأة، ومنهم من ارتضى بعلاقات لا تختنق بقيد الزواج المجتمعي لكنهم كانوا يكتفون بأن تكون العلاقة بين طرفين دون الانفتاح على أشخاص آخرين. ومنهم من ارتضى الزواج المجتمعي والقانوني إطارا يحكم علاقتهم، وقد استمرت علاقات بنفس قوة بدايتها وعلاقات أخرى انهارت بفعل مرور الزمن وحدوث تغييرات بين الطرفين. منهم من لم يرتبط من الأساس لأن النضال أفقده الفرصة في عمل علاقة ناجحة، لكن يبقى النقاش حول رؤية جيل السبعينات لتلك العلاقات أمر يستحق التقدير، فالرواية سبرت أغوار اليسار المغربي في فترة السبعينات وكيف كان يفكر ويحلم ويتمنى كما رصدت انهزاماته ومناطق قوته وصموده.

### التعذيب
وصفت الرواية على لسان بعض شخصياتها صور التعذيب وتجربة الاعتقال، وكيف استخدمت السلطة ليس فقط التعذيب الجسدي المباشر وإنما استخدمت أيضا التعذيب النفسي وتعريض المعتقل لعدة أنواع من المهانة لكي تكسره من الداخل، وكيف كان الهاربين مهددون بالسجن مدى الحياة أو الموت تحت التعذيب مما جعل كثير منهم يجبر على ترك وطنه رغما عنه. لكن اتسم «الناجون» بطابع الإيجابية، فقد تمثلت تلك الإيجابية في أن كل الشخصيات التي تعرضت للقسوة في بداياتها، لاحقًا حققت شيئًا من الاستقرار، كما أظهرت الشخصيات كم التغيير الايجابي الذي صارت عليه نفسيتهم.

### النهاية
الرواية تحكي عن زمن جميل ولى لكن بقى أفراده متشبثين بأطراف الحلم الثوري، وفي النهاية تحدثت الرواية عن تسليم راية النضال لجيل الشباب الذي يسعى إلى عمل تغيير هادئ وسلمي، برؤاهم الجديدة وأفكارهم التي تواكب التطور التكنولوجي الهائل الذي حدث. وأجمل ما في الرواية أنها رصدت معاناة المرأة حين تم اعتقالها وحين تعذبت في علاقة حب، وحين أثرت عليها الظروف السياسية والقهر، وحين عانت من أنانية شريكها أو من اختلاف اختيارات الطرفين، وقدمت نموذجين للمرأة، الأولى هي القوية التي تمر بمعاناة لكنها تتجاوزها وتكمل حياتها وتكون قادرة على عمل علاقة جديدة سوية ومشبعة وهي سامية، والثانية التي تنسحق تحت وطأة ما حدث لها، وتتحدد حياتها وفق ذلك الفشل في علاقة الحب، وتعيش باقي عمرها أسيرة لذلك الفشل وذلك التخلي، وتخسر إمكانية عمل حياة جديدة وعلاقة حب جديدة وتتمثل في شخصية حسناء.

## وصلات خارجية
- صفحة رواية الناجون على موقع مكتبة نور